# Josh Brolin
Josh James Brolin (Santa Monica, Kalifornia, 1968. február 12. –) amerikai színész.
1985 óta játszik színházi, televíziós és filmszerepeket. Több filmes díjat kapott, többek közt a W. – George W. Bush élete, Nem vénnek való vidék, a Milk és a Tőzsdecápák – A pénz nem alszik című filmekben nyújtott alakításáért. Szerepelt A félszemű című 2010-es amerikai westernfilmben is, amely Charles Portis 1968-as regényének adaptációja. Ismert továbbá Thanos, az őrült titán megformálásáról a Marvel-moziuniverzum filmjeiből.

## Fiatalkora és családja
Brolin 1968. február 12-én az Amerikai Egyesült Államokban, a kaliforniai Santa Monica városában született a Corpus Christiből származó Jane Cameron Agee környezetvédelmi aktivista és James Brolin színész gyermekeként. Brolin egy kaliforniai farmon nevelkedett kevés érdeklődéssel apja színészi karrierje iránt. 18 éves korában szülei elváltak. Mostohaanyja Barbra Streisand énekes-színésznő lett. Később a színházi szerepek kezdték érdekelni a gimnáziumi színházi osztály elvégzése után.

## Karrierje
Brolin karrierjét televíziós filmekben és televíziós show-k ban kapott vendégszerepeinél kezdte, mielőtt egy jelentősebb szerepet kapott Brand Walsh-ként a Richard Donner által rendezett Kincsvadászok című 1985-ös filmben. Jelölték a 21 Jump Street című televíziós sorozat szereplőjének, a választás végül Johnny Depp-re esett, viszont ezután is barátok maradtak. Brolin később vendégszínészként tűnt fel a drámasorozat első évadjában.
Néhány évig színpadi darabokban kapott szerepeket Rochesterben, New York államban gyakran mentorával és barátjával, Anthony Zerbével párhuzamosan. A Brolin által játszott egyik legkiemelkedőbb szerep korai pályafutása idején Wild Bill Hickoké volt az ABC westernsorozatában, a The Young Riders-ben. Hickokot három évad erejéig (1989 és 1992 között) játszotta el Brolin. Két másik tévésorozatban is részt vett karrierje során – a Winnetka Road Aaron Spelling producerrel (1994) és a Mister Sterling (2003) –, de mindkettőtől visszalépett néhány epizód után.
Brolin írta és rendezte az X című rövidfilmet, amivel rendezőként is debütált.

## Magánélete
Brolin Alice Adair színésznővel 1988-tól 1994-ig volt házas. Fia, Trevor Brolin 1988. június 26-án született, míg lánya, Eden 1994-ben. 2001-ben hat hónapig Minnie Driver színésznővel járt. 2004. augusztus 15-én Diane Lane színésznővel kötött hazásságot. Brolin és Lane 2013 februárjában adták be a válókeresetet. A válás 2013. november 27-én vált hivatalossá. 2015 márciusában Brolin eljegyezte korábbi asszisztensét, Kathryn Boyd modellt. A pár 2016. szeptember 24-én házasodott össze.

## Filmográfia

### Film
| Év   | Magyar cím                                   | Eredeti cím                           | Szerep                      | Magyar hang            | Rendező(k)                |
| ---- | -------------------------------------------- | ------------------------------------- | --------------------------- | ---------------------- | ------------------------- |
| 1985 | Kincsvadászok                                | The Goonies                           | Brandon Walsh               | Bolba Tamás            | Richard Donner            |
| 1986 | Gördeszkás Love Story                        | Thrashin’                             | Corey Webster               | Görög László           | David Winters             |
| 1986 | Gördeszkás Love Story                        | Thrashin’                             | Corey Webster               | Dányi Krisztián        | David Winters             |
| 1994 | Véres virágok                                | The Road Killers                      | Tom                         | Németh Gábor           | Deran Sarafian            |
| 1996 | Rózsaágy                                     | Bed of Roses                          | Danny                       | Salinger Gábor         | Michael Goldenberg        |
| 1996 | Rózsaágy                                     | Bed of Roses                          | Danny                       | Csőre Gábor            | Michael Goldenberg        |
| 1996 | Gyagyás család                               | Flirting with Disaster                | Tony Kent                   | Csík Csaba Krisztián   | David O. Russell          |
| 1997 | Mimic – A júdás faj                          | Mimic                                 | Josh                        | Papp Dániel            | Guillermo del Toro        |
| 1997 | Ha harc, hát legyen harc!                    | My Brother's War                      | Pete                        |                        | James Brolin              |
| 1997 | Éjjeliőr a hullaházban                       | Nightwatch                            | James Gallman               | Selmeczi Roland        | Ole Bornedal              |
| 1999 | Drogosztag                                   | The Mod Squad                         | Billy Waites                | Szabó Sipos Barnabás   | Scott Silver              |
| 1999 | Ember tervez                                 | Best Laid Plans                       | Bryce                       | Selmeczi Roland        | Mike Barker               |
| 1999 | A hangos revolverek városa (Divat az őrület) | All the Rage / It's the Rage          | Tennel                      | Sinkovits-Vitay András | James D. Stern            |
| 2000 | Árnyék nélkül                                | Hollow Man                            | Matt Kensington             | László Zsolt           | Paul Verhoeven            |
| 2000 | Árnyék nélkül                                | Hollow Man                            | Matt Kensington             | Nagy Ervin             | Paul Verhoeven            |
| 2000 | Lassú tűzön                                  | Slow Burn                             | Duster                      | Schmied Zoltán         | Christian Ford            |
| 2003 |                                              | Milwaukee, Minnesota                  | Gary                        |                        | Allan Mindel              |
| 2004 | Melinda és Melinda                           | Melinda and Melinda                   | Greg Earlinger              | Rajkai Zoltán          | Woody Allen (1.)          |
| 2005 | A tenger vadjai                              | Into the Blue                         | Derek Bates                 | Kárpáti Levente        | John Stockwell            |
| 2006 | A halott lány                                | The Dead Girl                         | Tarlow                      | Schneider Zoltán       | Karen Moncrieff           |
| 2007 | Grindhouse: Terrorbolygó                     | Grindhouse: Planet Terror             | Dr. William Block           | Kőszegi Ákos           | Robert Rodríguez (1.)     |
| 2007 | Elah völgyében                               | In the Valley of Elah                 | Buchwald, Sanders felettese | Koncz István           | Paul Haggis               |
| 2007 | Nem vénnek való vidék                        | No Country for Old Men                | Llewelyn Moss               | Szabó Sipos Barnabás   | Joel és Ethan Coen (1.)   |
| 2007 | Amerikai gengszter                           | American Gangster                     | Reno Trupo                  | Kárpáti Levente        | Ridley Scott              |
| 2008 | W. – George W. Bush élete                    | W.                                    | George W. Bush              | Tokaji Csaba           | Oliver Stone (1.)         |
| 2008 | Milk                                         | Milk                                  | Dan White                   | Kőszegi Ákos           | Gus Van Sant              |
| 2009 | Csajok a pácban                              | Women in Trouble                      | Nick Chapel                 |                        | Sebastian Gutierrez       |
| 2009 |                                              | The People Speak                      | önmaga                      |                        | Howard Zinn               |
| 2009 | Chris Moore                                  | The People Speak                      | önmaga                      |                        |                           |
| 2009 | Anthony Arnove                               | The People Speak                      | önmaga                      |                        |                           |
| 2010 | Jonah Hex                                    | Jonah Hex                             | Jonah Hex                   | Kamarás Iván           | Jimmy Hayward             |
| 2010 |                                              | The Tillman Story (dokumentumfilm)    | narrátor                    |                        | Amir Bar-Lev              |
| 2010 | Férfit látok álmaidban                       | You Will Meet a Tall Dark Stranger    | Roy                         | Kőszegi Ákos           | Woody Allen (2.)          |
| 2010 | Tőzsdecápák – A pénz nem alszik              | Wall Street: Money Never Sleeps       | Bretton James               | Bozsó Péter            | Oliver Stone (2.)         |
| 2010 | A félszemű                                   | True Grit                             | Tom Chaney                  | Kardos Róbert          | Joel és Ethan Coen (2.)   |
| 2012 | Men in Black – Sötét zsaruk 3.               | Men in Black 3                        | K ügynök fiatalon           | Haás Vander Péter      | Barry Sonnenfeld          |
| 2013 | Gengszterosztag                              | Gangster Squad                        | John O'Mara                 | Kőszegi Ákos           | Ruben Fleischer           |
| 2013 | Oldboy                                       | Oldboy                                | Joe Doucett                 | Kárpáti Levente        | Spike Lee                 |
| 2013 | Nyárutó                                      | Labor Day                             | Frank Chambers              | Kőszegi Ákos           | Jason Reitman             |
| 2014 | Sin City: Ölni tudnál érte                   | Sin City: A Dame to Kill For          | Dwight McCarthy             | Kőszegi Ákos           | Robert Rodríguez (2.)     |
| 2014 | Sin City: Ölni tudnál érte                   | Sin City: A Dame to Kill For          | Dwight McCarthy             | Kőszegi Ákos           | Frank Miller              |
| 2014 | Beépített hiba                               | Inherent Vice                         | Christian F. Bjornsen       | László Zsolt           | Paul Thomas Anderson      |
| 2014 | A galaxis őrzői                              | Guardians of the Galaxy               | Thanos (cameo)              | Kőszegi Ákos           | James Gunn                |
| 2015 | Bosszúállók: Ultron kora                     | Avengers: Age of Ultron               | Thanos (cameo)              | Kőszegi Ákos           | Joss Whedon               |
| 2015 | Sicario – A bérgyilkos                       | Sicario                               | Matt Graver                 | Kőszegi Ákos           | Denis Villeneuve (1.)     |
| 2015 | Everest                                      | Everest                               | Beck Weathers               | Kőszegi Ákos           | Baltasar Kormákur         |
| 2016 | Ave, Cézár!                                  | Hail, Caesar!                         | Eddie Mannix                | Kőszegi Ákos           | Joel és Ethan Coen (3.)   |
| 2017 | A bátrak                                     | Only the Brave                        | Eric Marsh                  | Kőszegi Ákos           | Joseph Kosinski           |
| 2018 |                                              | The Legacy of a Whitetail Deer Hunter | Buck Ferguson               |                        | Jody Hill                 |
| 2018 | Bosszúállók: Végtelen háború                 | Avengers: Infinity War                | Thanos                      | Kőszegi Ákos           | Anthony és Joe Russo (1.) |
| 2018 | Deadpool 2.                                  | Deadpool 2                            | Nathan Summers / Kábel      | Kőszegi Ákos           | David Leitch              |
| 2018 | Sicario 2. – A zsoldos                       | Sicario 2: Soldado                    | Matt Graver                 | Kőszegi Ákos           | Stefano Sollima           |
| 2019 | Bosszúállók: Végjáték                        | Avengers: Endgame                     | Thanos                      | Kőszegi Ákos           | Anthony és Joe Russo (2.) |
| 2021 | Flag Day – A zászló napja                    | Flag Day                              | Beck bácsi                  | Kőszegi Ákos           | Sean Penn                 |
| 2021 | Dűne                                         | Dune                                  | Gurney Halleck              | Kőszegi Ákos           | Denis Villeneuve (2.)     |
| 2024 | Dűne: Második rész                           | Dune: Part Two                        | Gurney Halleck              | Kőszegi Ákos           | Denis Villeneuve (3.)     |
| 2025 | Fegyverek                                    | Weapons                               | Archer Graff                | Kőszegi Ákos           | Zach Cregger              |

### Televízió
| Év        | Magyar cím             | Eredeti cím                     | Szerep                 | Megjegyzések                                                                       |
| --------- | ---------------------- | ------------------------------- | ---------------------- | ---------------------------------------------------------------------------------- |
| 1986      | Út a mennyországba     | Highway to Heaven               | Josh Bryant            | 1 epizód                                                                           |
| 1987      |                        | 21 Jump Street                  | Taylor Rolator         | 1 epizód                                                                           |
| 1987–1988 |                        | Private Eye                     | Johnny Betz            | 12 epizód                                                                          |
| 1989      |                        | Finish Line                     | Glenn                  | tévéfilm                                                                           |
| 1989–1992 |                        | The Young Riders                | James Butler Hickok    | 67 epizód                                                                          |
| 1994      | Kertváros              | Winnetka Road                   | Jack Passion           | - 6 epizód: - magyar hangja:[forrás?] - Kautzky Armand                             |
| 1995      | Végtelen határok       | The Outer Limits                | Jack Pierce            | - 1 epizód: - magyar hangja: - Galambos Péter                                      |
| 1996      |                        | Gang in Blue                    | Keith DeBruler         | tévéfilm                                                                           |
| 2000      | Kisvárosi szerelem     | Picnic                          | Hal Carter             | tévéfilm                                                                           |
| 2003      |                        | Mister Sterling                 | Bill Sterling szenátor | 10 epizód                                                                          |
| 2005      |                        | Into the West                   | Jedediah Smith         | minisorozat (1 epizód)                                                             |
| 2008–2012 | Saturday Night Live    | Saturday Night Live             | önmaga (házigazda)     | 2 epizód                                                                           |
| 2012      | Az emberiség története | Mankind: The Story of All of Us | narrátor               | 12 epizód                                                                          |
| 2021      | Mi lenne, ha…?         | What If...?                     | Thanos (hangja)        | - 3 epizód - magyar hangja: - Kőszegi Ákos (1., 3. évad) - Mihályi Győző (2. évad) |
| 2022      | Odakinn                | Outer Range                     | Royal Abbott           | 8 epizód                                                                           |

## Fordítás
- Ez a szócikk részben vagy egészben  a   Josh Brolin című angol Wikipédia-szócikk fordításán alapul.  Az eredeti cikk szerkesztőit annak laptörténete sorolja fel. Ez a jelzés csupán a megfogalmazás eredetét és a szerzői jogokat jelzi, nem szolgál a cikkben szereplő információk forrásmegjelöléseként.